# دوبريفاكا ستويانوفيتش
دوبريفاكا ستويانوفيتش (بالصربية: Дубравка Стојановић)‏ هي مؤرخة صربية، ولدت في 15 فبراير 1963 في بلغراد في صربيا.